# NGC 625
NGC 625 é uma galáxia espiral barrada (SBm) localizada na direcção da constelação de Phoenix. Possui uma declinação de -41° 26' 15" e uma ascensão recta de 1 horas, 35 minutos e 04,4 segundos.
A galáxia NGC 625 foi descoberta em 2 de Setembro de 1826 por James Dunlop.